# آلبریجس
آلبریجس (تلفظ اسپانیایی: [aleˈβɾixes]) مجسمه‌های رنگارنگ هنر عامیانه مکزیکی از موجودات افسانه ای و خیالی هستند.

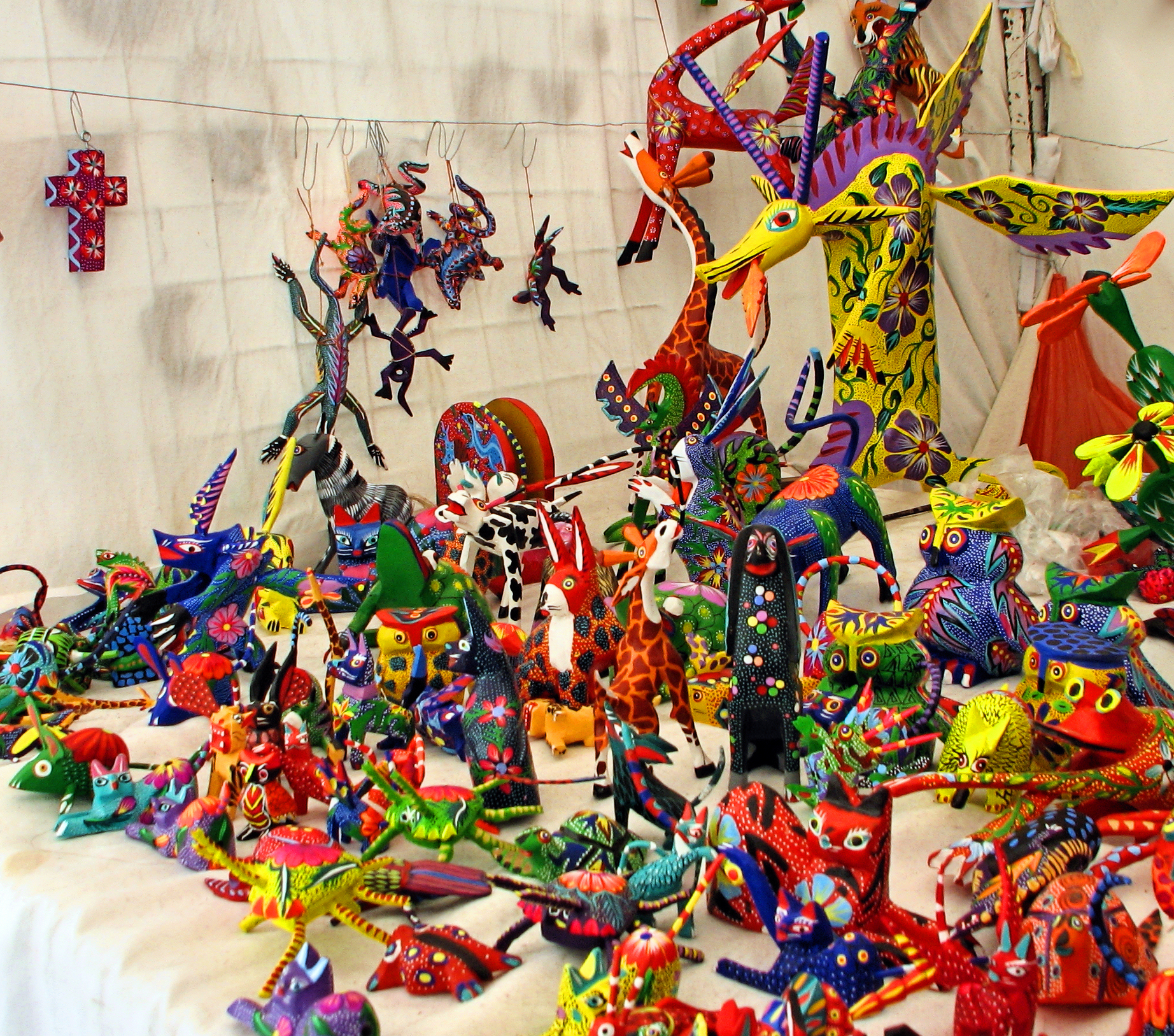
آلبریجس در بازار شهر واهاکا

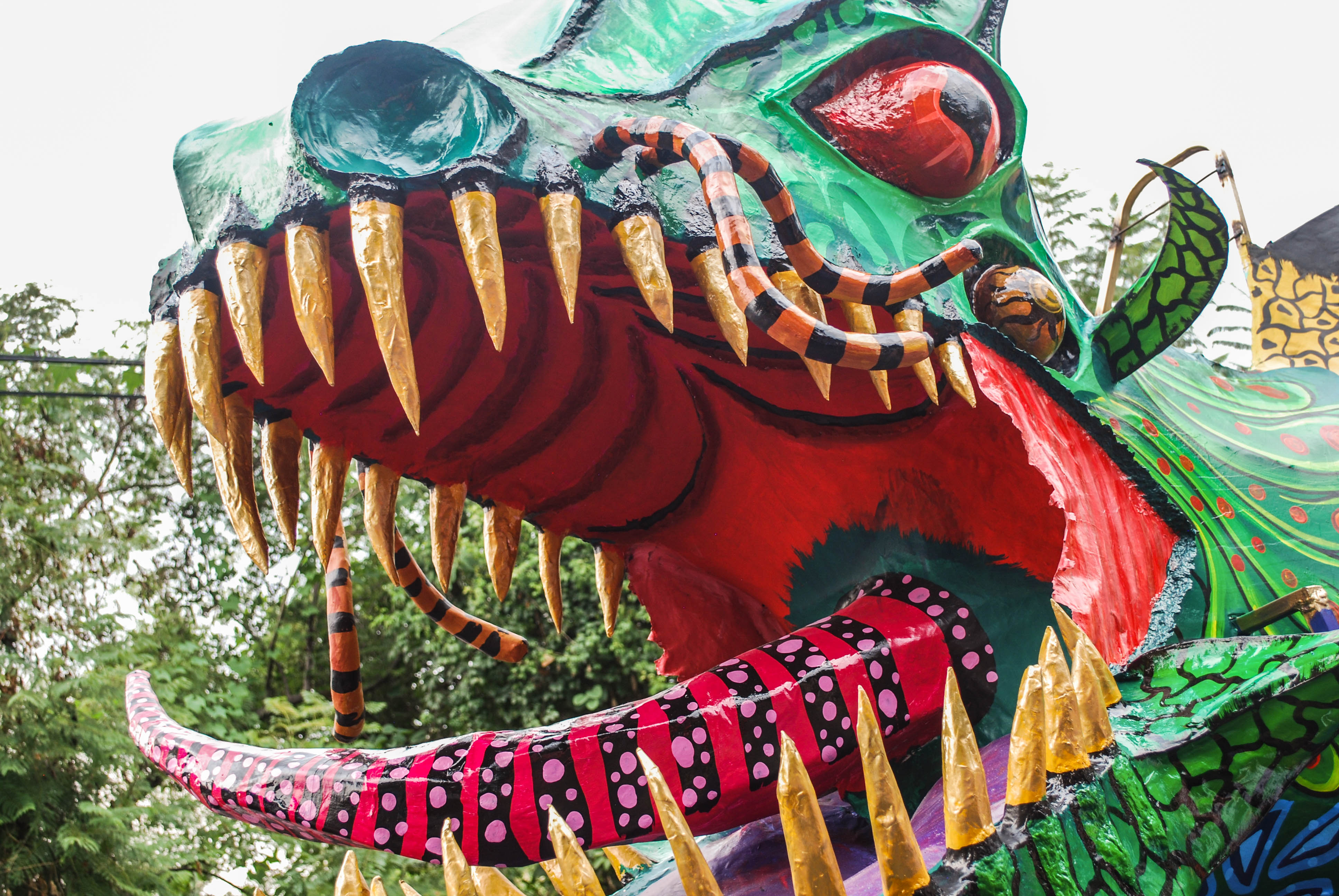
زاکوالپان مجیگنگا

## توضیحات
اولین آلبریجس در مکزیکو سیتی ایجاد شد که در اصل توسط هنرمند " کارتنرو " پدرو لینارس ساخته شد، لینارس اغلب می‌گفت که در سال ۱۹۴۳ به شدت بیمار شد. در حالی که بیهوش در رختخواب بود، خواب مکان عجیبی را دید که شبیه جنگل بود. در آنجا درختان، صخره‌ها و ابرهایی را دید که ناگهان به حیوانات عجیب و غریب و ناشناخته تبدیل شدند. او " خری با بال پروانه، خروسی با شاخ گاو و شیری با سر عقاب" را دید و همه آنها یک کلمه فریاد می‌زدند "آلبریجس! آلبریجس! آلبریجس!"